# West Digges
West Digges (ur. 1720  – zm. 1786) - aktor teatralny angielskiego pochodzeia.
Digges zadebiutował w Dublinie w roku 1749, biorąc udział w przedstawieniu pt. Venice Preserv'd, jako Jaffier. Od momentu pierwszego występu niejednokrotnie występował na deskach teatrów w Edynburgu i Dublinie, dopisując do swojego dorobku wiele tragicznych ról, aż do 1764 roku. Odegrał tam między innymi rolę młodego Norvala w sztuce Johna Homesa pt. Douglas (1756). W roku 1777 przeprowadził się do Londynu, gdzie po raz pierwszy wystąpił na deskach teatru Haymarket, odgrywając tytułową rolę Cato, w tragedii napisanej przez Josepha Addisona. W późniejszym czasie występował także jako Król Lear, Makbet, Shylock oraz Wolsey. W 1781 roku powrócił do Dublina, gdzie zakończył swoją karierę, odchodząc na emeryturę w roku 1784.